# George Albert Boulenger

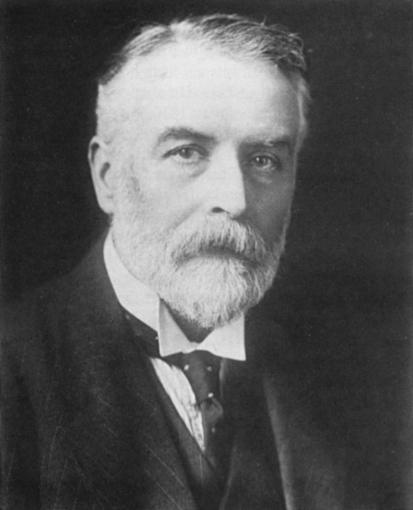
George Albert Boulenger

George Albert Boulenger (Brussel, 19 oktober 1858 – Saint-Malo, 23 november 1937) was een Belgisch-Brits zoöloog die veel dieren voor het eerst wetenschappelijk heeft beschreven. Boulenger beschreef vooral vissen, reptielen en amfibieën.

## Loopbaan
Boulenger was de enige zoon van Gustave Boulenger, een Belgische notaris, en Juliette Piérart, afkomstig uit Valenciennes. Hij volgde de Vrije Universiteit van Brussel, studeerde aldaar tot 1876 natuurlijke historie en was vervolgens werkzaam bij het Koninklijk Belgisch Instituut voor Natuurwetenschappen als assistent natuurwetenschappen. Hij bestudeerde hier amfibieën, reptielen en vissen en beschreef ook summier de in 1878 in het Belgische Bernissart ontdekte Iguanodons (Iguanodon bernissartensis Boulenger (1881)). Gedurende deze tijd bezocht hij onder meer het Muséum national d'histoire naturelle in Parijs en het British Museum in Londen. In 1880 werd hij uitgenodigd om bij het Natural History Museum te komen werken; dit was indertijd een afdeling van het British Museum en werd bestuurd door dr. Albert Carl Lewis Gotthilf Günther. De taak van Boulenger werd om de amfibieën in de collectie te classificeren. Door zijn werk kwam Boulanger in dienst van het toenmalige Britse Rijk te werken en hij moest aldus de Britse nationaliteit aannemen. In 1882 werd hij benoemd tot assistent eerste klasse van de afdeling zoölogie en in deze functie bleef hij werkzaam tot zijn pensionering in 1920.
Na zijn pensionering ging Boulenger rozen bestuderen en publiceerde hij 34 artikelen over botanische onderwerpen en twee boeken over de rozen van Europa.
Volgens tijdgenoten was hij een methodisch man met een groot geheugen, dat hem in staat stelde om iedere soort en wetenschappelijke naam die hij ooit gezien had te onthouden. Daarnaast kon hij goed schrijven en had zelden of nooit een kladversie nodig; er waren maar weinig correcties nodig als zijn werk naar de drukker ging. Boulenger speelde ook viool, sprak Frans, Duits en Engels en kon Spaans, Italiaans en een beetje Russisch lezen. Als botanicus was hij daarnaast bekend met Grieks en Latijn. In 1921 had hij al 875 artikelen geschreven (meer dan 5.000 pagina's) en daarnaast 19 monografieën over vissen, amfibieën en reptielen. De lijst van zijn publicaties en de index daarvan heeft een lengte van 77 gedrukte pagina's. Hij beschreef 1.096 soorten vissen, 556 soorten amfibieën en 872 soorten reptielen. In zijn tijd was hij bekend om zijn monografieën over amfibieën, vissen, hagedissen en andere reptielen. Een voorbeeld daarvan is zijn monografie over de vissen van Afrika. Boulenger was lid van de American Society of Ichthyologists and Herpetologists en werd in 1935 gekozen als erelid. In 1937 werd hij door België benoemd in de Leopoldsorde; dat was een hoge eer voor een burger.
In 1897 vroeg koning Leopold wetenschappers te helpen het Congomuseum op bouwen en in te richten en benoemde Boulenger tot voorzitter van de commissie. Zijn belangrijkste ontdekking in 1921 was een vreemde vis uit Congo. Dit dier was blind en pigmentloos. Hij zag dat de vis een geheel nieuwe soort was en niet verwant met enige andere vis in Afrika. Hij beschreef vervolgens in een kort artikel de nieuwe grottenvis en noemde het dier Caecobarbus geertsii (van caecus = blind, barbus = zoetwatervis, en geertsii naar de persoon, G. Geerts, die hem van het eerste exemplaar voorzag). Tegenwoordig is het dier beter bekend als de blinde Congolese of Afrikaanse zoetwatervis. Het artikel werd gepubliceerd in Nature.

## Soorten (selectie) die Boulenger beschreef

### Amfibieën
- Allobates femoralis 1884
- Allobates kingsburyi 1918 (Kingsbury's Rocket Frog)
- Allobates ranoides 1918 (Llanos Rocket Frog)
- Allobates trilineatus 1884 (Three-striped Rocket Frog)
- Ansonia muelleri 1887 (Muller's Toad)
- Aromobates alboguttatus 1903 (Whitebelly Rocket Frog)
- Arthroleptis spinalis 1919 (Tanganyika Screeching Frog)
- Arthroleptis taeniatus 1906 (Striped Screeching Frog)
- Arthroleptis xenochirus 1905 (Marimba Screeching Frog)
- Arthroleptis xenodactylus 1909 (Anani Screeching Frog)
- Astylosternus batesi 1900 (Benito River Night Frog)
- Atelopus elegans 1882
- Atelopus erythropus 1903
- Atelopus oxyrhynchus 1903
- Atelopus pulcher 1882
- Atelopus spurrelli 1914
- Atelopus tricolor 1902 (Three-colored Harlequin Toad)
- Bombina maxima 1905 (Large-webbed Bell Toad)
- Bombina orientalis 1890 (Oriental Fire-bellied Toad)
- Breviceps macrops 1907 (Desert Rain Frog)
- Bufo blanfordii 1882 (Blanford's Toad)
- Bufo dodsoni 1895 (Dodson's Toad)
- Bufo gracilipes 1899 (French Congo Toad)
- Bufo latifrons 1900
- Bufo lemairii 1901 (Lemaire's Toad)
- Bufo luetkenii 1891 (Yellow Toad)
- Bufo microtympanum 1882 (Southern Hill Toad)
- Bufo parietalis 1882 (Indian Toad)
- Bufo superciliaris 1888 (Cameroon Toad)
- Bufo vittatus 1906 (Banded Toad)
- Cardioglossa elegans 1906 (Elegant Long-fingered Frog)
- Cardioglossa escalerae 1903 (Equatorial Guinea Long-fingered Frog)
- Cardioglossa gracilis 1900 (Rio Benito Long-fingered Frog)
- Cardioglossa leucomystax 1903 (Silver Long-fingered Frog)
- Ischnocnema ramagii 1888 (Paraiba Robber Frog)
- Leptodactylodon albiventris 1905 (Whitebelly Egg Frog)
- Leptodactylodon ventrimarmoratus 1904 (Speckled Egg Frog)
- Leptopelis brevipes 1906 (Musole Forest Treefrog)
- Leptopelis calcaratus 1906 (Efulen Forest Treefrog)
- Leptopelis christyi 1912 (Christy's Forest Treefrog)
- Leptopelis gramineus 1898 (Badditu Forest Treefrog)
- Leptopelis millsoni 1895 (Niger Forest Treefrog)
- Leptopelis ragazzii 1896 (Shoa Forest Treefrog)
- Leptopelis vannutellii 1898 (Dime Forest Treefrog)
- Leptopelis vermiculatus 1909 (Anani Forest Treefrog)
- Mannophryne collaris 1912 (Collared Poison Frog)
- Mantella baroni 1888
- Nyctibates corrugatus 1904 (Southern Night Frog)
- Scotobleps gabonicus 1900 (Gaboon Forest Frog)
- Trichobatrachus robustus 1900 (Hairy Frog)

### Vissen
- Toxotes blythii 1892 (Archer Fish)

### Reptielen
- Cuora yunnanensis 1906 (Yunnan Box Turtle)
- Homopus femoralis 1888 (Karroo Tortoise)
- Indotestudo travancorica 1907 (Travancore Tortoise)
- Lamprophis fiskii 1887 (Fisk's House Snake)
- Lamprophis fuscus 1893 (Yellow-Bellied House Snake)
- Psammobates tentorius trimeni 1886
- Pseudechis collettii 1902 (Collett's snake)
- Terrapene carolina yucatana 1895 (Yucatán Box Turtle)